# 판곡고등학교
판곡고등학교(判谷高等學校)는 대한민국 경기도 남양주시 호평동에 있는 공립 고등학교이다.

## 학교 연혁
- 2012년 1월 2일 : 판곡고등학교 설립인가(10학급)
- 2012년 3월 1일 : 초대 김장룡 교장 취임
- 2012년 3월 5일 : 개교 및 신입생 337명 입학 (10학급 남 196명, 여 141명)
- 2015년 2월 12일 : 제1회 졸업 285명 (남 164명, 여 121명)
- 2021년 3월 1일 : 제3대 김은경 교장 취임
- 2021년 3월 2일 : 신입생 258명 입학 (10학급 남 117명, 여 141명)
- 2022년 1월 11일 : 제8회 졸업식 346명 졸업

## 참고 자료
- 판곡고등학교 - 한국교육학술정보원 학교알리미